# Lago Buttle
O lago Buttle é um lago localizado na ilha de Vancouver no Distrito Regional de Strathcona na Colúmbia Britânica, Canadá.

## Descrição
Este lago tem 23 km de comprimento e 1,5 km de largura, uma área de 28 km2, sendo a sua profundidade de 120 m. Este lago é a fonte do rio Campbell.
Encontra-se a uma altitude de 221 m e está localizado entre o rio Campbell e a cidade de Gold River ao Parque Provincial de Strathcona, onde existe um parque de campismo junto à costa.